# Anópoli (La Canée)
Anópoli (en grec moderne : Ανώπολη), ou Anópolis (katharévousa : Ανώπολις), est un village de Crète, en Grèce, appartenant au dème de Sfakiá et au district régional de La Canée. Selon le recensement de 2011, sa population était de 242 habitants.
La localité est située à l'est des gorges d'Aradéna, en contrebas de l'acropole de l'antique ville d'Anopolis (en).